# Nay (Pyrénées-Atlantiques)
Nay is een gemeente in het Franse departement Pyrénées-Atlantiques (regio Nouvelle-Aquitaine). De plaats maakt deel uit van het arrondissement Pau. Nay telde op 1 januari 2022 3.203 inwoners.

## Geografie
De oppervlakte van Nay bedroeg op 1 januari 2022 5,27 vierkante kilometer; de bevolkingsdichtheid was toen 607,8 inwoners per km².

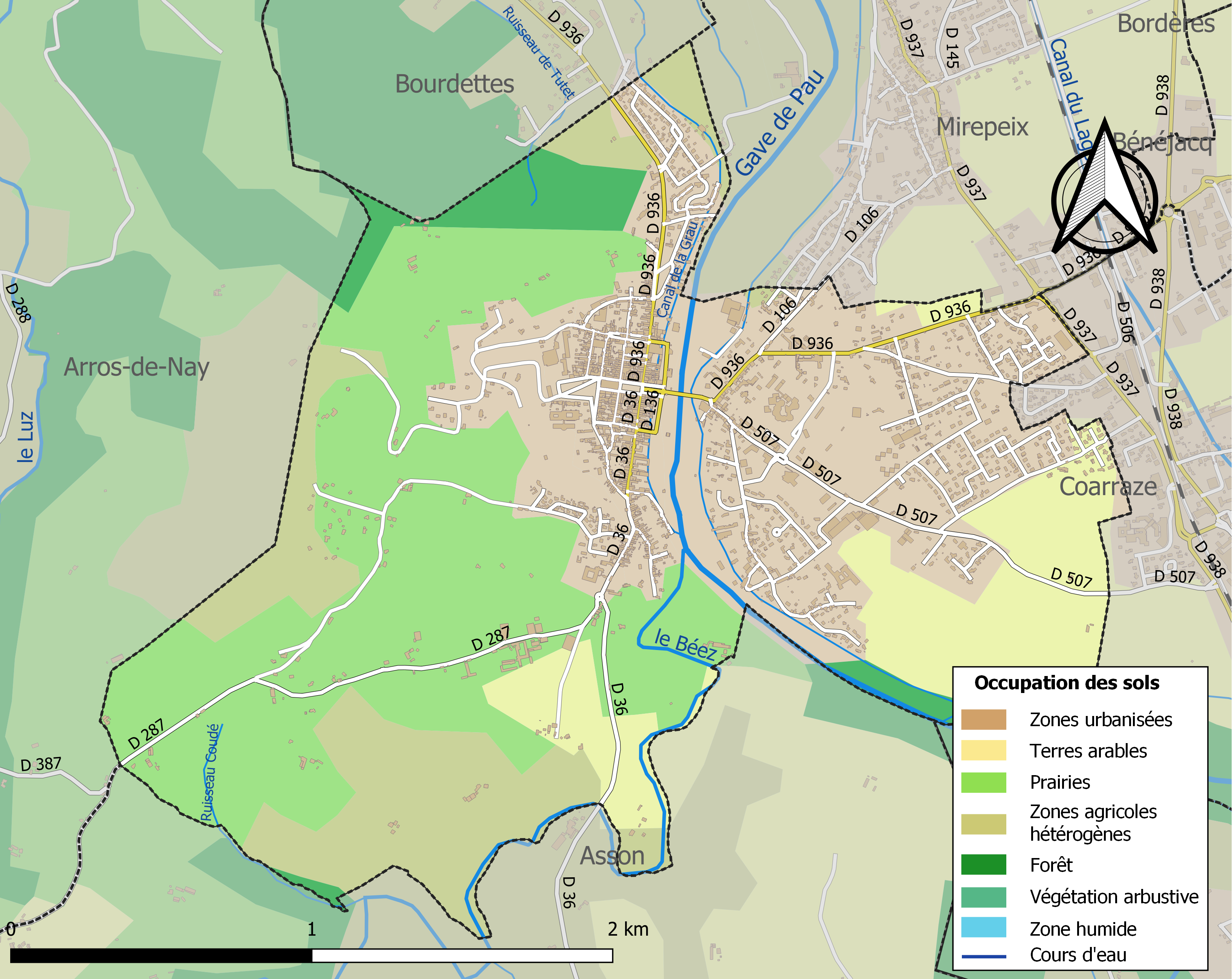
Kaart van de gemeente met belangrijkste infrastructuur, bodemgebruik en omliggende gemeenten

## Verkeer
Het spoorwegstation Coarraze - Nay ligt op het grondgebied van de aanpalende gemeente Coarraze.

## Demografie
De figuur toont het verloop van het inwonertal (bron: INSEE-tellingen).